# Cecilia Maria Barthélemon
Cecilia Maria Barthélemon (Londres (Regne Unit), 1 de setembre, 1767 - Tottenhill (comtat de Norfolk), 5 de desembre, 1859), va ser una cantant, compositora, pianista i organista anglesa. Va publicar sonates i altres composicions i va cantar professionalment en musicals.

## Primers anys de vida
Cecilia Maria Barthélemon, era filla de Maria Barthélemon de soltera Polly Young, la qual era cantant i compositora, i el seu pare, François-Hippolyte Barthélémon, era violinista i cantant. Des de petita, Barthélemon va aprendre a cantar i tocar el clavicèmbal, el piano, l'orgue i l'arpa dels seus pares. Fins al 1788, va estudiar clavecí, piano i orgue amb Johann Samuel Schröter.
El 1771–1772, mentre Cecilia Maria era un nena, els seus pares la van portar de gira a Dublín. El 1776, la família va fer una gira per Alemanya, França i Itàlia, on Barthélemon va cantar per al rei de Nàpols i la reina de França.

## Vida professional
Barthélemon va debutar a Londres com a cantant el 3 de març de 1779 al "Haymarket Theatre", on va cantar un duet italià amb la seva mare. La seva següent actuació a gran escala va ser l'abril de 1782, quan va interpretar el paper de First Fairy al musical "The Arcadian Pastoral". El seu pare va dirigir l'orquestra i la seva mare va dirigir el cor fora de l'escenari. En un concert benèfic per al seu pare l'abril de 1784, Barthélemon va tocar un concert per a piano després de l'acte I de l'òpera Eliza de Thomas Arne. El seu pare l'acompanyava a la viola d'amor. Després de l'acte II, Barthélemon i la seva mare van cantar un duetto italià.
La música de Barthélemon es va publicar entre 1786 i 1795. El seu debut com a compositora va ser un volum de Tres sonates per a piano-fort, o clavecí, la segona amb acompanyament per a violí. Van seguir quatre sonates més.
Quan Joseph Haydn va arribar a Anglaterra a la dècada de 1790, la família Barthélemon es va fer amiga d'ell. Va donar a Barthélemon còpies de la seva música. Ella li va dedicar algunes de les seves composicions.
Barthélemon va morir el 5 de desembre de 1859.

## Vida personal
Barthélemon es va casar dues vegades. Va inscriure el seu nom a les seves còpies de la música de Haydn amb dos noms diferents. En una còpia, tenia el nom de Cecilia Maria Hinchcliffe.
Una segona còpia portava el nom de Cecilia Maria Henslow. Barthélemon es va casar amb el capità E.P. Henslow cap al desembre de 1796. Va deixar d'actuar públicament en aquest moment.

## Composicions
- Op. 1: Three Sonates for the Piano-Forte, or Harpsichord, the Second with an Accompaniment for the Violin, 1786. Aquest volum estava dedicat a la Princesa Sofia Matilda de Gloucester. Una nova edició de la Sonata núm. 2 apareix a Cecilia Maria Barthelemon: Sonates per a teclat acompanyades, ed. Calvert Johnson (Fayetteville: ClarNan Editions, 1994). Un enregistrament de la Sonata núm. 3 va aparèixer a "Música per a clavecí solista de dones compositores del segle XVIII", Kingdom (Regne Unit) 2010.
- Op. 2: Two Sonates for the Piano-Forte, 1792. Aquest conjunt de peces va ser dedicat a la duquessa de York. Una nova edició d'aquestes peces va aparèixer a Accompanied Keyboard Sonates, ed. Johnson.
- Op. 3: Sonata for the Piano-Forte or Harpsichord, 1794. Aquesta peça va ser dedicada a J. Haydn M.D. Una nova edició va ser editada per Sally Fortino, 1995. Va ser gravada per al CD de 1990, "18th Century Solo Harpsichord Music by Dones compositores, vol. II”.
- Op. 4: Sonata per a piano-fort o clavicèmbal, amb acompanyament per a violí, 1795. Aquesta peça va ser dedicada a Sa Majestat la reina de Nàpols. L'edició moderna es troba a Accompanied Keyboard Sonates, ed. Johnson.
- The Capture of the Cape of Good Hope,, per a piano-forte o clavecí. Aquesta peça va ser dedicada a Sir George Keith Elphinstone, KB. La peça s'inclou a Women Composers: Music Through the Ages (G.K. Hall, 1995–), vol. 5.